# Despertar de la Nació
El Despertar de la Nació (en islandès Þjóðvaki) fou un partit polític d'Islàndia populista d'esquerres fundat el 1993. Entre els seus fundadors es trobaven Jóhanna Sigurðardóttir després de perdre una elecció interna pel lideratge del Partit Socialdemòcrata.
A les eleccions legislatives islandeses de 1995 va aconseguir el 7,2% dels vots i quatre escons. Per a les eleccions de 1999 va formar una coalició amb el Partit Socialdemòcrata, el procomunista Aliança Popular i la feminista Llista de les Dones. En 2000 es va fusionar formalment amb aquests partits per a formar l'Aliança Socialdemòcrata.

## Resultats electorals
| Any  | Líder                  | Vots   | %   | Escons | +/– | Pos. | Govern   |
| ---- | ---------------------- | ------ | --- | ------ | --- | ---- | -------- |
| 1995 | Jóhanna Sigurðardóttir | 11,806 | 7.2 | 4 / 63 | Nou | 5è   | Oposició |